# Saint-Aubin (Pas-de-Calais)
Saint-Aubin is een gemeente in het Franse departement Pas-de-Calais (regio Hauts-de-France) en telt 224 inwoners (2004). De plaats maakt deel uit van het arrondissement Montreuil.

## Geografie
De oppervlakte van Saint-Aubin bedraagt 4,6 km², de bevolkingsdichtheid is 48,7 inwoners per km².
De onderstaande kaart toont de ligging van Saint-Aubin (Pas-de-Calais) met de belangrijkste infrastructuur en aangrenzende gemeenten.

## Demografie
Onderstaande figuur toont het verloop van het inwonertal (bron: INSEE-tellingen).